# RKC Waalwijk
RKC Waalwijk er en hollandsk fodboldklub, som spiller i den hollandske Æresdivision. 

## Historie
RKC står for Romersk-Katolsk-Club, og klubben er en fusionsklub af HEC, WVB og Hercules. Den blev stiftet den 26. august 1940 og havde hjemme på Sportpark Olympia indtil 1996, hvor det nye Mandemakers Stadion stod klar. Det blev indviet mod Roda JC. Selvom RKC Waalwijk er kendt som en af de mindre klubber i hollandsk æresdivisionsfodbold, så har RKC Waalwijk haft status som tophold i mange år. RKCs hjemmefarver er gule og blå. Efter 17 år i den bedste hollandske række måtte Waalwijk nedrykke efter play-off nederlag til VVV-Venlo. Det kostede 2 sæsoner i den næstbedste række, men den 3. juni 2009 ledte den tidligere Waalwijk-spiller Ruud Brood klubben til oprykning efter en 1-0 i oprykningskampen mod De Graafschap. Den belgiske angriber Benjamin De Cuelaer scorede kampens enlige mål.
I sæsonen 09/10 havde Waalwijk 0 point efter 8 kampe og en målscore på 3-20, bl.a. på grund af resultater som 4-1 nederlag til Ajax og 0-6 til AZ Alkmaar, men så fik holdet endelig point på kontoen da de hjemme vandt 4-1 over Roda JC.
I sæsonen 09/10 måtte Waalwijk erkende, at de havde store finansielle problemer, og klubben ønskede hjælp fra sine fans med frivillige bidrag.

## Kendte spillere med fortid i RKC Waalwijk
- Khalid Boulahrouz (Chelsea F.C., VfB Stuttgart)
- Giovanni van Bronckhorst (FC Barcelona, Feyenoord)
- Thomas Vermaelen (Arsenal F.C.)

## Danske spillere med fortid i RKC Waalwijk
- Michael Krohn-Dehli
- Dennis Rommedahl
- Nicklas Svendsen
- Birger Jensen
- Mika Biereth (på leje fra Arsenal, siden 2022)

## Kendte managere i RKC Waalwijk
- Martin Jol (1998-2004)
- Erwin Koeman (2004-2005)
- Adrie Koster (2005-2007)